# إنجي باول
إنجي باول (بالألمانية: Inge Paul)‏ هي متزلجة فنية ألمانية، ولدت في 19 سبتمبر 1946 في هامبورغ في ألمانيا.

## وصلات خارجية
- إنجي باول على موقع أوليمبيديا (الإنجليزية)